# Geophis nephodrymus
Geophis nephodrymus — вид змій родини полозових (Colubridae). Ендемік Гондурасу.

## Поширення і екологія
Geophis nephodrymus мешкають на горі Сьєрра-де-Омоа в Національному парку Кусуко в департаменті Кортес. Вони живуть у незайманих хмарних лісах, на висоті від 1530 до 1930 м над рівнем моря. Ведуть нічний, напівриючий спосіб життя.

## Збереження
МСОП класифікує цей вид як вразливий. Geophis nephodrymus загрожує знищення природного середовища.